# Dendrocincla fuliginosa
Dendrocincla fuliginosa là một loài chim trong họ Furnariidae.